# District de Glubokoe
Le district de Glubokoe (en kazakh : Глубокое ауданы) est un district du Kazakhstan-Oriental, situé à l’est du Kazakhstan.

## Géographie
Le centre administratif du district est la ville de Glubokoe.

## Démographie
Le district a une population estimée de 63 890 habitants en 2013.